# Ars-en-Ré
Ars-en-Ré je letoviško in pristaniško naselje ter občina v zahodnem francoskem departmaju Charente-Maritime regije Poitou-Charentes. Leta 2019 je naselje imelo 1.302 prebivalcev.

## Geografija
Kraj se nahaja na jugozahodnem delu otoka Île de Ré v Biskajskem zalivu, od La Rochelle oddaljenega približno 2,5 km proti zahodu.

## Uprava
Ars-en-Ré je sedež istoimenskega kantona, v katerega so poleg njegove vključene še občine La Couarde-sur-Mer, Loix, Les Portes-en-Ré in Saint-Clément-des-Baleines s 4.657 prebivalci.
Kanton Ars-en-Ré je sestavni del okrožja La Rochelle.

## Zanimivosti
- Kraj je na seznamu najlepših francoskih vasi (plus beaux villages de France).
- cerkev sv. Štefana s črno-belim zvonikom
- Le Fiers d'Ars s solinami,
- baterija "Karola", del Atlantskega zidu (vojaško območje).